# Rwakanyambo
Rwakanyambo är ett vattendrag i Burundi.   Det ligger i provinsen Makamba, i den södra delen av landet, 120 kilometer söder om huvudstaden Bujumbura.
Omgivningarna runt Rwakanyambo är en mosaik av jordbruksmark och naturlig växtlighet. Runt Rwakanyambo är det ganska tätbefolkat, med 80 invånare per kvadratkilometer.